# Primeiro-ministro da Iugoslávia
O Primeiro-ministro da Iugoslávia (Servo-croata: Премијер Југославије, Premijer Jugoslavije) foi o chefe de governo do estado iugoslavo, desde a criação do Reino dos Sérvios, Croatas e Eslovenos em 1918 até a dissolução da República Socialista Federativa da Iugoslávia em 1992.

## História

### Reino da Iugoslávia
O Reino dos Sérvios, Croatas e Eslovenos foi criado pela unificação do Reino da Sérvia (O Reino de Montenegro havia se unido à Sérvia cinco dias antes, enquanto as regiões de Kosovo e Metóquia, Barânia, Sírmia, Banato, Bačka e Macedônia do Vardar eram partes da Sérvia antes da unificação) e o Estado Provisório dos Eslovenos, Croatas e Sérvios (ele próprio formado a partir de territórios da antiga Áustria-Hungria) em 1 de dezembro de 1918. 
Até 6 de janeiro de 1929, o Reino dos Sérvios, Croatas e Eslovenos era uma monarquia parlamentar. Nesse dia, o rei Alexandre I aboliu a Constituição de Vidovdan (adotada em 1921), prorrogou a Assembleia Nacional e introduziu uma ditadura pessoal (a chamada Ditadura de 6 de Janeiro).  Ele renomeou o país como Reino da Iugoslávia em 3 de outubro de 1929 e, embora tenha introduzido a Constituição de 1931, continuou a governar como monarca absoluto de facto até seu assassinato em 9 de outubro de 1934, durante uma visita de estado à França. Após seu assassinato, a monarquia parlamentar foi restabelecida. 
O Reino da Iugoslávia foi derrotado e ocupado em 17 de abril de 1941 após a invasão alemã. A monarquia foi formalmente abolida e a república proclamada em 29 de novembro de 1945. 

### República Socialista Federativa da Iugoslávia
Após a invasão alemã e a fragmentação do Reino da Iugoslávia, a resistência partisan na Iugoslávia ocupada formou um conselho deliberativo, o Conselho Antifascista de Libertação Nacional da Iugoslávia (AVNOJ) em 1942. Em 29 de novembro de 1943, o AVNOJ proclamou a Iugoslávia Federal Democrática e nomeou o Comitê Nacional para a Libertação da Iugoslávia (NKOJ), liderado pelo primeiro-ministro Josip Broz Tito, como seu governo. Josip Broz Tito foi rapidamente reconhecido pelos Aliados na Conferência de Teerã, e o governo monarquista no exílio em Londres foi pressionado a concordar com uma fusão com o NKOJ. Para facilitar isto, Ivan Šubašić foi nomeado pelo rei para chefiar o governo de Londres. 
Por um período, a Iugoslávia teve dois primeiros-ministros e governos reconhecidos (que concordaram em se fundir formalmente o mais rápido possível): Josip Broz Tito liderando o NKOJ na Iugoslávia ocupada e Ivan Šubašić liderando o governo do rei no exílio em Londres. Com o Acordo Tito-Šubašić em 1944, os dois primeiros-ministros concordaram que o novo governo conjunto seria liderado por Tito. Após a libertação da capital da Iugoslávia, Belgrado, em outubro de 1944, o governo conjunto foi oficialmente formado em 2 de novembro de 1944, com Josip Broz Tito como primeiro-ministro. 
Após a guerra, foram realizadas eleições que terminaram com uma vitória esmagadora da Frente Popular de Tito. O novo parlamento depôs o rei Pedro II em 29 de novembro de 1945 e declarou a República Popular Federal da Iugoslávia (em 1963, o estado foi renomeado como República Socialista Federativa da Iugoslávia). O governo foi chefiado pela primeira vez por um primeiro-ministro até 14 de janeiro de 1953, quando grandes reformas de descentralização reorganizaram o governo no Conselho Executivo Federal presidido por um presidente, que ainda era normalmente chamado de "primeiro-ministro" em fontes não iugoslavas. Josip Broz Tito ocupou o cargo de 1944 a 1963; a partir de 1953 foi também Presidente da República. 
Cinco em cada nove chefes de governo da Iugoslávia neste período eram de etnia croata. Três eram da própria Croácia (Josip Broz Tito, Mika Špiljak, e Milka Planinc), enquanto dois eram croatas bósnios (Branko Mikulić e Ante Marković). Ante Marković, no entanto, embora fosse croata de nascimento da Bósnia e Herzegovina, foi um político da Croácia como Špiljak e Planinc, servindo (em momentos diferentes) como primeiro-ministro e presidente da presidência daquela unidade federal.

## Lista
| N°                                            | Retrato           | Nome                           | Etnia        | Mandato                 | Mandato                 | Mandato           | Partido      | Nota |
| N°                                            | Retrato           | Nome                           | Etnia        | Posse                   | Fim                     | Tempo no cargo    | Partido      | Nota |
| --------------------------------------------- | ----------------- | ------------------------------ | ------------ | ----------------------- | ----------------------- | ----------------- | ------------ | --- |
| Reino da Iugoslávia                           |                   |                                |              |                         |                         |                   |              | |
| –                                             |                   | Nikola Pašić (interino)        | Sérvio       | 1 de Dezembro de 1918   | 22 de Dezembro de 1918  | 21 dias           | NRS          | Primeiro-ministro interino, como o último primeiro-ministro do Reino da Sérvia.                                                                              |
| 1                                             |                   | Stojan Protić                  | Sérvio       | 22 de Dezembro de 1918  | 16 de Agosto de 1919    | 237 dias          | NRS          | Primeiro Primeiro-ministro do Reino dos Sérvios, Croatas e Eslovenos (mais tarde renomeado para "Iugoslávia").                                               |
| 2                                             |                   | Ljubomir Davidović             | Sérvio       | 16 de Agosto de 1919    | 19 de Fevereiro de 1920 | 187 dias          | DS           | |
| (1)                                           |                   | Stojan Protić                  | Sérvio       | 19 de Fevereiro de 1920 | 16 de Maio de 1920      | 87 dias           | NRS          | |
| 3                                             | Milenko Vesnić    | Milenko Vesnić                 | Sérvio       | 16 de Maio de 1920      | 1 de Janeiro de 1921    | 230 dias          | NRS          | |
| 4                                             |                   | Nikola Pašić                   | Sérvio       | 1 de Janeiro de 1921    | 28 de Julho de 1924     | 3 anos, 209 dias  | NRS          | Segundo mandato. Constituição de Vidovdan adotada em 28 de junho de 1921.                                                                                    |
| (2)                                           |                   | Ljubomir Davidović             | Sérvio       | 28 de Julho de 1924     | 6 de Novembro de 1924   | 101 dias          | DS           | Segundo mandato |
| (4)                                           |                   | Nikola Pašić                   | Sérvio       | 6 de Novembro de 1924   | 8 de Abril de 1926      | 1 ano, 153 dias   | NRS          | Terceiro mandato |
| 5                                             |                   | Nikola Uzunović                | Sérvio       | 8 de Abril de 1926      | 17 de Abril de 1927     | 1 ano, 9 dias     | NRS          | |
| 6                                             |                   | Velimir Vukićević              | Sérvio       | 17 de Abril de 1927     | 28 de Julho de 1928     | 1 ano, 102 dias   | NRS          | Renunciou após tentativa de assassinato do líder da oposição Stjepan Radić no Parlamento.                                                                    |
| 7                                             |                   | Anton Korošec                  | Esloveno     | 28 de Julho de 1928     | 7 de Janeiro de 1929    | 163 dias          | SLS          | Nomeado após a tentativa de assassinato de Stjepan Radić, até a Ditadura de 6 de Janeiro.                                                                    |
| 8                                             |                   | Petar Živković                 | Sérvio       | 7 de Janeiro de 1929    | 4 de Abril de 1932      | 3 anos, 88 dias   | JNS          | Primeiro-ministro durante a Ditadura de 6 de Janeiro. Condenado à morte à revelia em 1946.                                                                   |
| 9                                             |                   | Vojislav Marinković            | Sérvio       | 4 de Abril de 1932      | 3 de Julho de 1932      | 90 dias           | JNS          | Anteriormente um membro (fundador) do Partido Democrático.                                                                                                   |
| 10                                            |                   | Milan Srškić                   | Sérvio       | 3 de Julho de 1932      | 27 de Janeiro de 1934   | 1 ano, 208 dias   | JNS          | |
| (5)                                           | Nikola Uzunović   | Nikola Uzunović                | Sérvio       | 27 de Janeiro de 1934   | 22 de Dezembro de 1934  | 329 dias          | JNS          | O Partido da Democracia Camponesa Radical Iugoslava foi renomeado para Partido Nacional Iugoslavo.                                                           |
| 11                                            | Bogoljub Jevtić   | Bogoljub Jevtić                | Sérvio       | 22 de Dezembro de 1934  | 24 de Junho de 1935     | 184 dias          | JRZ JNS      | |
| 12                                            |                   | Milan Stojadinović             | Sérvio       | 24 de Junho de 1935     | 5 de Fevereiro de 1939  | 3 anos, 226 dias  | JRZ          | |
| 13                                            | Dragiša Cvetković | Dragiša Cvetković              | Sérvio       | 5 de Fevereiro de 1939  | 27 de Março de 1941     | 2 anos, 50 dias   | JRZ          | Condenado in absentia em 1945. |
| Governo iugoslavo no exílio                   |                   |                                |              |                         |                         |                   |              | |
| 14                                            |                   | Dušan Simović                  | Sérvio       | 27 de Março de 1941     | 12 de Janeiro de 1942   | 290 dias          | Independente | Chefe do Estado-Maior General do Exército Real Iugoslavo. Assumiu o poder através de um golpe de estado militar. Ele liderou o governo no exílio em Londres. |
| 15                                            |                   | Slobodan Jovanović             | Sérvio       | 12 de Janeiro de 1942   | 26 de Junho de 1943     | 1 ano, 166 dias   | Independente | Chefiou o governo no exílio. Considerado culpado de traição à revelia em 1946.                                                                               |
| 16                                            |                   | Miloš Trifunović               | Sérvio       | 26 de Junho de 1943     | 10 de Agosto de 1943    | 45 dias           | NRS          | Chefiou o governo no exílio |
| 17                                            | Božidar Purić     | Božidar Purić                  | Sérvio       | 10 de Agosto de 1943    | 8 de Julho de 1944      | 333 dias          | Independente | Chefiou o governo no exílio. |
| 18                                            | Ivan Šubašić      | Ivan Šubašić                   | Croata       | 8 de Julho de 1944      | 29 de Janeiro de 1945   | 117 dias          | HSS          | Chefiou o governo no exílio. Fundido no governo de coalizão em 2 de novembro de 1944, presidido por Josip Broz Tito.                                         |
| República Socialista Federativa da Iugoslávia |                   |                                |              |                         |                         |                   |              | |
| 19 (1)                                        |                   | Josip Broz Tito                | Croata       | 29 de Novembro de 1943  | 29 de Junho de 1963     | 18 anos, 239 dias | SKJ          | Ocupou o cargo simultaneamente (como chefe do NKOJ), primeiro com Božidar Purić, depois com Ivan Šubašić. Chefiou um governo de coalizão conjunto.           |
| 20 (2)                                        |                   | Petar Stambolić                | Sérvio       | 29 de Junho de 1963     | 16 de Maio de 1967      | 3 anos, 321 dias  | SKJ          | |
| 21 (3)                                        |                   | Mika Špiljak                   | Croata       | 16 de Maio de 1967      | 18 de Maio de 1969      | 2 anos, 2 dias    | SKJ          | |
| 22 (4)                                        |                   | Mitja Ribičič                  | Esloveno     | 18 de Maio de 1969      | 30 de Julho de 1971     | 2 anos e 73 dias  | SKJ          | |
| 23 (5)                                        |                   | Džemal Bijedić                 | Bosníaco     | 30 de Julho de 1971     | 18 de Janeiro de 1977 † | 5 anos, 172 dias  | SKJ          | Morto em um acidente de avião. |
| 24 (6)                                        |                   | Veselin Đuranović              | Montenegrino | 18 de Janeiro de 1977   | 16 de Maio de 1982      | 5 anos, 118 dias  | SKJ          | |
| 25 (7)                                        |                   | Milka Planinc                  | Croata       | 16 de Maio de 1982      | 15 de Maio de 1986      | 3 anos, 364 dias  | SKJ          | Primeira mulher chefe do governo. |
| 26 (8)                                        |                   | Branko Mikulić                 | Croata       | 15 de Maio de 1986      | 16 de Março de 1989     | 2 anos, 305 dias  | SKJ          | Renunciou em 30 de dezembro de 1988, em meio a protestos generalizados                                                                                       |
| 27 (9)                                        |                   | Ante Marković                  | Croata       | 16 de Março de 1989     | 20 de Dezembro de 1991  | 2 anos, 279 dias  | SKJ SRSJ     | Último primeiro-ministro da Iugoslávia. A Liga dos Comunistas foi dissolvida em 1990, Marković formou seu próprio partido.                                   |
| –                                             |                   | Aleksandar Mitrović (interino) | Sérvio       | 20 de Dezembro de 1991  | 14 de Julho de 1992     | 207 dias          | SPS          | Primeiro-ministro interino. Instalado pela República Federal da Iugoslávia.                                                                                  |